# IC 4634
IC 4634 — галактика типу PN (планетарна туманність) у сузір'ї Змієносець.
Цей об'єкт міститься в оригінальній редакції індексного каталогу.